# Slade (glazbeni sastav)
Slade je engleski glam rock sastav s članovima iz Wolverhamptona i Walsalla. Osnovan je 1966. godine. 
Glazbeno su bili vrlo utjecajni. Mnogi su glazbenici poslije spomenuli Slade kao sastav koji je utjecao na njih. Među njima su punkeri The Ramones, Sex Pistols, The Undertones, The Runaways i The Clash, glam metal sastavi Kiss, Mötley Crüe, Twisted Sister, Quiet Riot, Poison i Def Leppard, pop-rock sastavi The Replacements, Cheap Trick i Oasis te grunge sastavi grunge Nirvana i The Smashing Pumpkins.

## Povijest
Članovi Sladea izrasli su iz kraja Black Country u of the Westa Midlandsa: i bubnjar Don Powell i basist Jim Lea rođeni su i odrasli u Wolverhamptona, vodeći vokal Noddy Holder rođen je i odrastao u obližnjem Wallsallu, glavni gitarist Dave Hill rođen je u Devonu a preselio je u Wolverhampton kao dijete. Često se spominje u zapisima o Sladeu da im je glavno okupljalište bio pub The Trumpet u Bilstonu, posebnice u prvim danima. Slade je objavio 30 albuma od kojih su tri došla do prvog mjesta na UK Albums Chartu. Izdanja su im ukupno provela 531 tjedan na britanskim ljestvicama, a do 2013. 23 su im pjesme ušle u prvih 30 pjesama na britanskim ljestvicama. 1970-ih su imali 17 uzastopnih hitova. Dominirali su ispred velikana kao što su Wizzard, Sweet, T. Rex, Suzi Quatro, Mud, Smokie, Gary Glitter, Roxy Music and David Bowie.
Prema referentnoj knjizi British Hit Singles & Albums spadaju u najuspješnije britanske sastave 1970-ih, mjereno prema prodaji singlica. Bili su prvi sastav koji je imao tri uzastopna singla koji su došli do prvog mjesta top-ljestvica. Sve pjesme koje su im došle do prvog mjesta napisali su Noddy Holder i Jim Lea. U Ujedinjenom Kraljevstvu prodali su 6,520.171 primjeraka, a najprodavaniji singl im je Merry Xmas Everybody koji je prodan u preko milijun primjeraka.
Pokušali su premjestiti djelovanje u SAD 1975., ali nije im to pošlo za rukom. Popularnost im je opala, a neočekivano narasla kad su 1980. godine u zadnji čas zamijenili Ozzyja Osbournea na Rock festivalu u Readingu. Po priznanju članova Sladea ovo im je bio vrhunac karijere. Originalna se postava razbila 1992., no već sljedeće godine obnovili su se pod imenom Slade II. Nastavili su svirati uz manje izmjene u postavi sve do danas. Ime grupe skratili su u Slade.

## Članovi
| Sadašnji članovi - Dave Hill – gitara, vokal, bas-gitara (1969.–danas) - Don Powell – bubnjevi, udaraljke (1969.–danas) - John Berry – bas-gitara, vokal, violina (2003.–danas) - Mal McNulty – vokal, gitara (2005.–danas) | Bivši članovi - Noddy Holder – vokal, gitara, bas-gitara (1969. – 1992.) - Jim Lea – bas-gitara, vokal, klavijature, violina, gitara (1969. – 1992.) - Steve Whalley – vokal, gitara (1992. – 2005.) - Steve Makin – gitara (1992. – 1996.) - Craig Fenney – bas-gitara (1992. – 1994.) - Trevor Holliday – bas-gitara (1994. – 2000.) - Dave Glover – bas-gitara (2000. – 2003.) |

## Diskografija
Objavili su 15 studijskih albuma, 4 albuma uživo, 12 kompilacijskih albuma, 3 EP-a, 55 singlova i 1 glazbeni zapis za film.

### Albumi
- Beginnings (pod imenom Ambrose Slade, 1969.)
- Play It Loud (1970.)
- Slayed? (1972.)
- Old New Borrowed and Blue (1974.)
- Slade in Flame (1974.)
- Nobody's Fools (1976.)
- Whatever Happened to Slade (1977.)
- Return to Base (1979.)
- We'll Bring the House Down (1981.)
- Till Deaf Do Us Part (1981.)
- The Amazing Kamikaze Syndrome (1983.), reizdanje 1984. pod imenom Keep Your Hands Off My Power Supply
- Rogues Gallery (1985.)
- Crackers - The Christmas Party Album (1985.)
- You Boyz Make Big Noize (1987.)
- Keep on Rockin' (1994.) (as Slade II), ponovo izdan 2002. kao Cum on Let's Party

## Vanjske poveznice
- Službene stranice  Arhivirana inačica izvorne stranice od 18. ožujka 2014. (Wayback Machine)
- Stranice o prvoj postavi